# Independente do Triângulo
Independente do Triângulo é uma escola de samba do município fluminense de Três Rios. Foi criada em 13 de abril de 1985 e registrada em 3 de agosto de 1988 como um bloco carnavalesco, transformando-se em escola de samba em 1989, quando adotou a denominação atual.
Em 2006 foi a quarta escola a desfilar, trazendo como enredo a saga de Percy Fawcett.
Em 2011, terceira agremiação a desfilar, obteve a quarta colocação.
Em 2020, primeira escola a desfilar, voltará a elite do "grupo especial" de Três Rios.
Está há 20 anos sem ganhar um título do grupo especial de Três Rios , último título foi em 2015, disputando o grupo de acesso

## Segmentos

### Presidentes
| Nome                             | Mandato           | Ref.  |
| -------------------------------- | ----------------- | ----- |
| Olavo Martins Barbosa            | ? - atualidade    | [ 4 ] |
| Catiçá                           | ? - 2015          | [ 5 ] |
| Sebastião Moraes "Tião Flamengo" | 2015 - atualidade | [ 6 ] |

### Intérpretes
| Período | Nome   |
| ------- | ------ |
| 2013    | Pixulé |

### Diretores
| Ano  | Diretor de Carnaval | Diretor geral de harmonia  | Mestre de bateria        | Ref.  |
| ---- | ------------------- | -------------------------- | ------------------------ | ----- |
| 2007 |                     |                            | Ricardo dos Santos Silva | [ 4 ] |
| 2016 | Petterson Santos    | José Carlos Machado "Zeca" | Édio de Matta "Edinho"   | [ 6 ] |
| 2017 | Cocozim             |                            |                          |       |

### Coreógrafo
| Ano  | Nome                                    | Ref.  |
| ---- | --------------------------------------- | ----- |
| 2007 | Carlos E.F. de Souza e Guilherme Novaes | [ 4 ] |
| 2016 | Jhonisson Lourenço                      | [ 6 ] |
| 2017 |                                         |       |

### Casal de mestre-sala e porta-bandeira
| Ano  | Nome             | Ref.  |
| ---- | ---------------- | ----- |
| 2016 | Gabriel e Mayara | [ 6 ] |
| 2017 |                  |       |

### Rainhas de bateria
| Período | Rainha                | Madrinha | Ref.  |
| ------- | --------------------- | -------- | ----- |
| 2016    | Jordana Saldanha "Jô" |          | [ 6 ] |
| 2017    |                       |          |       |

## Carnavais
| Ano                                                                         | Colocação | Grupo   | Enredo                                                    | Carnavalesco       | Ref |
| --------------------------------------------------------------------------- | --------- | ------- | --------------------------------------------------------- | ------------------ | --- |
| 2007                                                                        | 4º Lugar  | ÚNICO   | Navegar é preciso                                         | Renato Grosso      |     |
| 2009                                                                        | 4º Lugar  | ÚNICO   | O Grande Lupi                                             | Renato Grosso      |     |
| 2010                                                                        | 4º lugar  | ÚNICO   | No Coração da África                                      | Renato Grosso      |     |
| 2011                                                                        | 4º lugar  | ÚNICO   | Da Era dourada ao Caos Universal - Um grito de esperança! | Amarildo Lopes     |     |
| 2012                                                                        | 4º lugar  | ÚNICO   | Um Carnaval de Tirar o Chapéu                             | Amarildo Lopes     |     |
| 2013                                                                        | 4º lugar  | Grupo A | Domingo é dia de clássico                                 | Renato Cabral      |     |
| 2014                                                                        | 6º lugar  | Grupo A | Meu Carnaval é Você                                       | Amarildo Lopes     |     |
| 2015                                                                        | Campeã    | Grupo B | Ylu-Ayê – Herança da Resistência                          | Amarildo Lopes     |     |
| 2016                                                                        | 5º Lugar  | Grupo A | Dom Obá d'África – O príncipe Negro das Ruas              | Amarildo Lopes     |     |
| 2017                                                                        | Campeã    | Grupo B | Nação dos Ibiparatingas                                   | Amarildo Lopes     |     |
| A AGREMIAÇÃO NÃO DESFILOU EM 2018                                           |           |         |                                                           |                    |     |
| A AGREMIAÇÃO NÃO DESFILOU EM 2019                                           |           |         |                                                           |                    |     |
| 2020                                                                        | 5º Lugar  | ÚNICO   | Abram-se as cortinas, a sorte está lançada                | João Vitor Esteves |     |
| Os desfiles do Carnaval 2021 foram cancelados devido a pandemia de Covid-19 |           |         |                                                           |                    |     |
| Os desfiles do Carnaval 2022 foram cancelados devido a pandemia de Covid-19 |           |         |                                                           |                    |     |
| 2023                                                                        |           | ÚNICO   | Bahia de Carybé                                           | Walter Matheus     |     |